# Staustufe Thionville
Die Staustufe Thionville ist eine Flusssperre der Mosel in Thionville im französischen Département Moselle in der Region Grand Est. Sie wurde 1964 im Rahmen der Moselkanalisierung erbaut und liegt bei Mosel-Kilometer 269,79.
Die Haltungslänge beträgt 7,71 km. Das Stauziel liegt bei 153,18 m über dem Meer, die Fallhöhe beträgt 4,28 m. Die Schiffsschleuse hat die Maße 172 mal 12 Meter, die Bootsschleuse misst 40,5 mal 6 Meter.
Das nahegelegene Moselkraftwerk Uckange hat eine Leistung von 2,4 Megawatt.

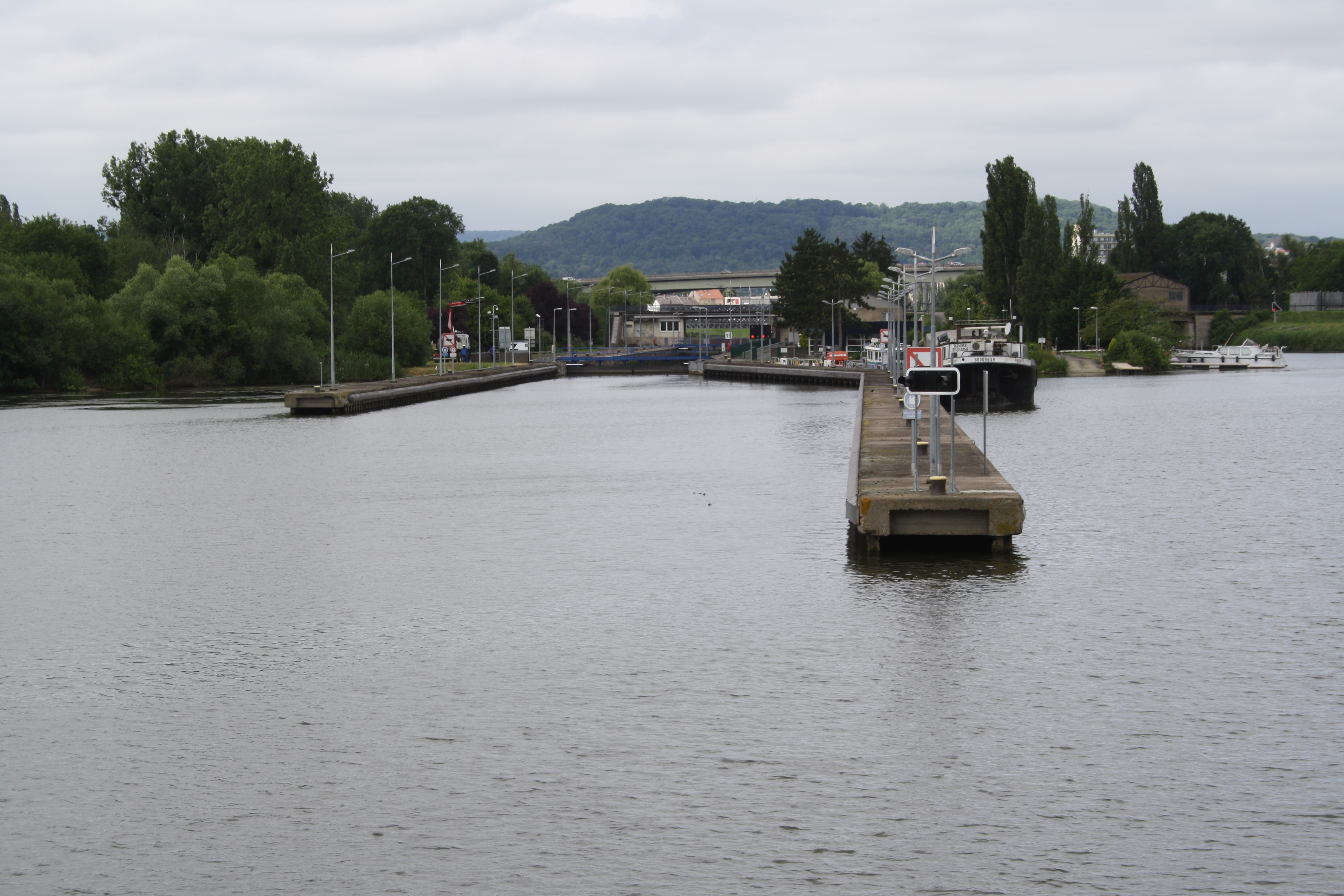
Staustufe Thionville
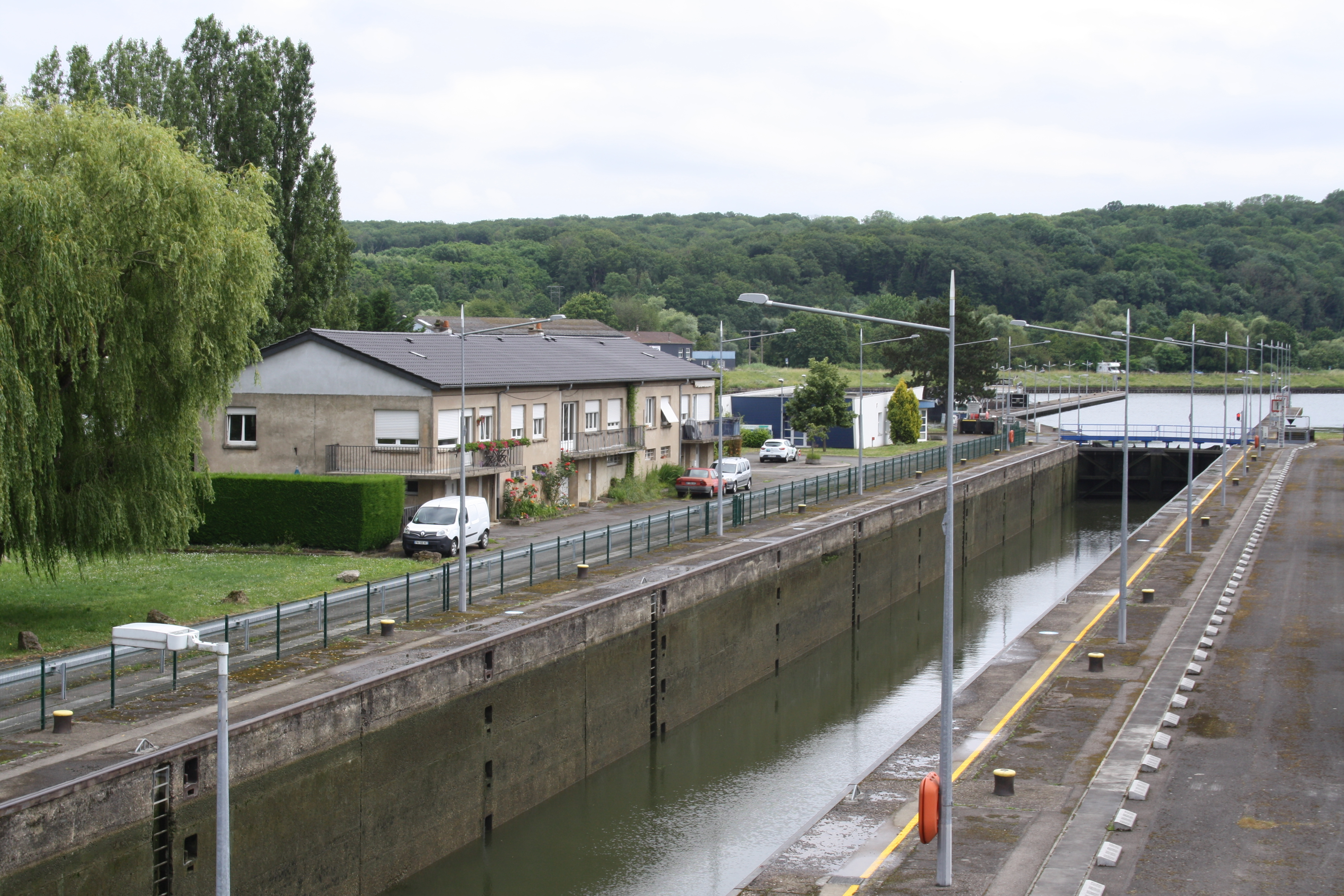
Schiffsschleuse
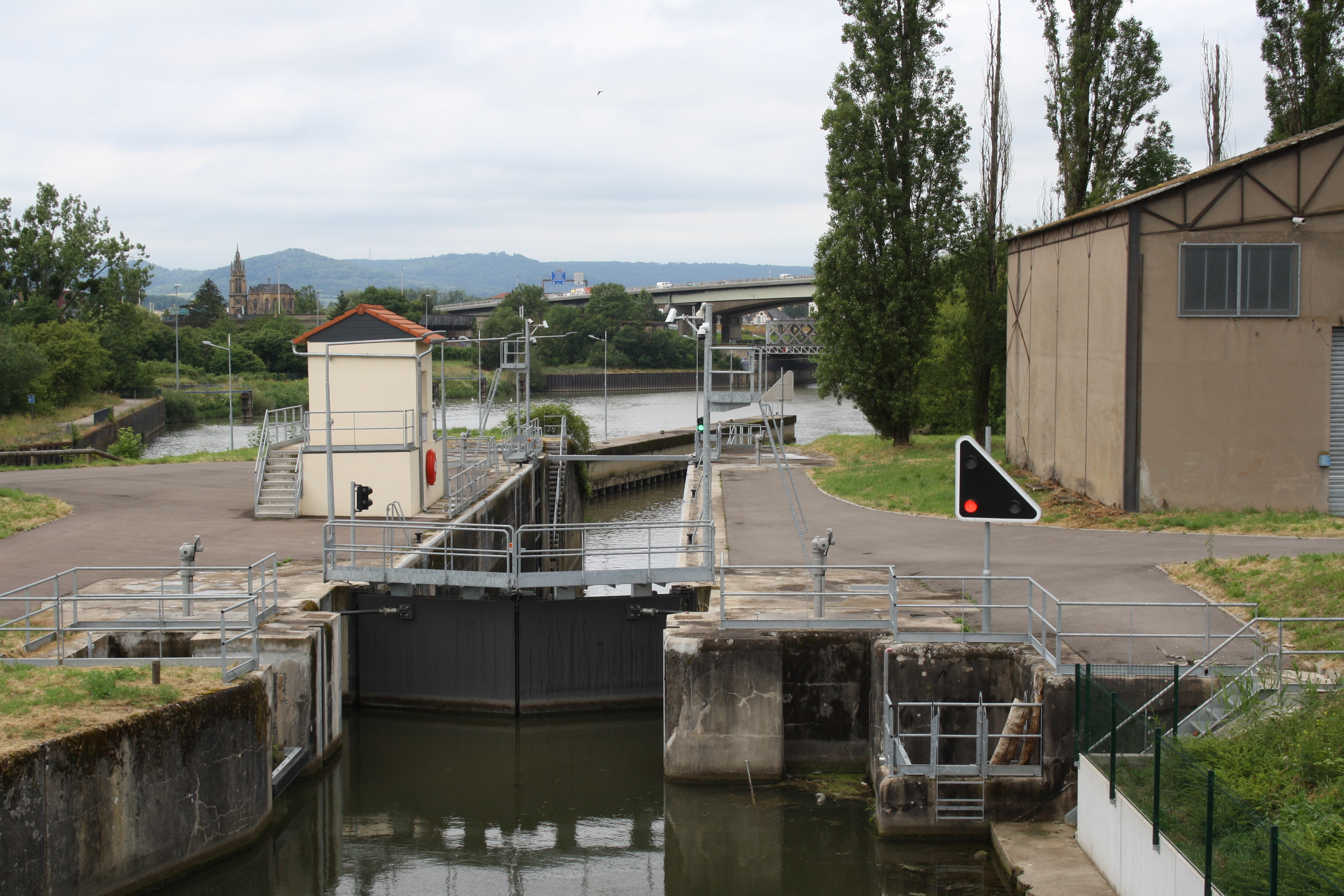
Bootsschleuse